# Міжнародний день солідарності з працівниками, які утримуються під вартою чи зникли безвісти
Міжнародний день солідарності із затриманими та зниклими співробітниками щороку відзначається ООН 25 березня.
Цього дня відзначається річниця викрадення Алека Коллетта, колишнього журналіста, який працював у Близькосхідному агентстві ООН для допомоги палестинським біженцям та організації робіт (БАПОР) коли його викрав озброєний бойовик у 1985 році. Нарешті його тіло було знайдено в долині Бекаа, Ліван, у 2009 році.